# John McNeill (football, 1910)
Pour les articles homonymes, voir John McNeill et McNeill.
Hamilton John McNeill, né le 13 mai 1910 et décédé en 2002, plus connu sous le nom de John McNeill, est un footballeur maltais. Il joue en faveur de plusieurs clubs au Royaume-Uni, notamment Hull City et Bury.